# 山本拓也 (洋画家)
山本 拓也（TAKUYA.Y、やまもと たくや、1971年 - ）は、日本の洋画家。長野県飯田市出身。企業へのグラフィック提供（ヨネックス/LAF/ホットラインウエットスーツ/ゴールドパック/等）を多数手掛けながら全国様々なイベントにてライブペインティング出演や個展を開催。
正統派な油絵はもちろんの事、サーフボードやスケートボードに描く、その独特な思想と奇抜で感性豊かな作風が、若い世代にも支持されている。。

## 経歴
父親である山本武夫も画家であり、父親の影響を受けて17歳で絵画の道に進む。19歳で初の個展を開催。27歳で現代創造美術協会で最高賞となる都知事賞を受賞。「イマジネーション・ファクトリー」の主宰や飯田市から「結いターン語りスト」として任命されるなど、地元を主体に活動していた。2009年には父親との親子展も開いている。
東日本大震災が発生した際、支援ボランティアとして被災地に出向く。宮城県女川町で被災者だった学校職員・画家の遠藤美貴子と知り合い、遠藤からの依頼で震災の犠牲者らの肖像画を無償で描き、遺族へ届ける活動も行った。そのほか、遠藤と共に、売り上げを被災地の復興に充てる、震災のチャリティー絵画展を遠藤が移住した愛知県田原市で何度か開いている。2017年3月11日に遠藤と結婚し、現在は田原市に住む。